# Nathan Keyfitz
Nathan Keyfitz (* 29. Juni 1913 in Montreal, Kanada; † 6. April 2010 in Cambridge (Massachusetts)) war ein kanadischer Demograph. Keyfitz gilt als Begründer der mathematischen Demographie.

## Karriere
1934 schloss Keyfitz sein Mathematikstudium an der McGill University ab. Seine erste Anstellung als Statistiker erhielt er 1936 am Dominion Bureau of Statistics in Ottawa, das 1971 in Statistics Canada aufging. Keyfitz blieb für 23 Jahre am Dominion Bureau of Statistics wo er unter anderem die kanadische Bevölkerungsentwicklung mithilfe mathematischer Modelle untersuchte. Nebenbei promovierte Keyfitz an der University of Chicago über die Fertilität der kanadischen Bevölkerung und erlangte 1951 den Doktortitel im Fach Soziologie.
1961 nahm Keyfitz seine erste akademische Stelle an der University of Toronto an. Darauf folgten Anstellungen an der University of Montreal, der University of Chicago und der University of California, ehe er 1972 Professor für Demographie und Soziologie an der Harvard University wurde. Von  September 1973 bis Januar 1975 leitete er das Harvard Center for Population and Development Studies und war außerdem Mitglied des Department of Population Sciences der Harvard School of Public Health. 1983 verließ Keyfitz Harvard und wurde erst Direktor und später Präsident (bis 1993) des Internationalen Instituts für angewandte Systemanalyse in Laxenburg.

## Schriften (Auswahl)
- Introduction to the Mathematics of Population (Addison-Wesley, 1968)
- World Population: An Analysis of Vital Data (mit Wilhelm Flieger, Univ. of Chicago Press, 1968)
- Population: Facts and Methods of Demography (mit Wilhelm Flieger, W.H. Freeman and Company, 1971)
- Applied Mathematical Demography (Springer-Verlag, 1977)
- Population Change and Social Policy (Abt Books, 1982)
- World Population Growth and Aging: Demographic Trends in the Late Twentieth Century (mit Wilhelm Flieger, Univ. of Chicago Press, 1990)

## Auszeichnungen
Nathan Keyfitz erhielt den Titel des Fellow u. a. von der Royal Society of Canada, der Royal Statistical Society, der American Statistical Society, der American Academy of Arts and Sciences und der National Academy of Sciences. 1976 wurde Keyfitz mit dem Mindel C. Sheps Award ausgezeichnet, 1991 folgte der Common Wealth Award of Distinguished Service. Im Laufe seiner Karriere erhielt Nathan Keyfitz sieben Ehrendoktortitel zugesprochen. Im Jahr 2013 wurde an der Ohio State University ein Symposium zur Mathematischen Demographie zu seinen Ehren abgehalten.